# Akinetón Retard
Akinetón Retard é uma banda de jazz fusion e música experimental chilena. Seu nome vem de um medicamento para o tratamento do mal de parkinson. A banda foi formada em 1994 por Vicente García-Huidobro, Leonardo Arias e Pablo Araya, estudantes de música da Universidade do Chile. Desde então, a banda já realizou turnês promocionais pela Europa, além de Japão e China.
Em seus shows realizam uma performance que inclui vídeos e gravações, com efeitos sonoros de vários tipos, com uma musicalidade eclética e virtuosa, que combina sons de rock progressivo, jazz e ritmos latinos com técnicas de composição da música clássica moderna. A sonoridade da banda chega a ser comparada à de bandas como Soft Machine e Magma.

## Integrantes

### Atuais
- Tanderal Anfurness (Vicente García-Huidobro): guitarra e voz
- Estratos Akrias (Leonardo Arias): sax e clarinete baixo
- Bolshek Tradib (Cristián Bidart): bateria
- Edén Ocsarrak (Edén Carrasco): sax alto e tenor
- Lectra Cëldrej (Rolando Jeldres): Contrabaixo e baixo

### Ex-integrantes
- Albatros Kapriat (Álvaro Cabrera): clarinete
- Lera Tutas (Pablo Araya): baixo
- Marcelo Metralleta Montero: bateria
- Petras das Petren (Rodrigo de Petris): sax tenor e barítono
- Iyuck Celaznog (Cristián González): percussão

## Discografia
| Ano  | Título              | Gravadora                      |
| ---- | ------------------- | ------------------------------ |
| 1999 | Akinetón Retard     | Independente                   |
| 2002 | Akranania           | Mylodon Records, Rock Symphony |
| 2003 | 21 canapés          | Mylodon Records                |
| 2005 | Akinetón ao Vivo    | Editio Princeps (Brasil)       |
| 2006 | Cadencia urmana     | Independente                   |
| 2007 | Sentido Común (dvd) | Poseidon Records (Japão)       |